# Дарра, Энн

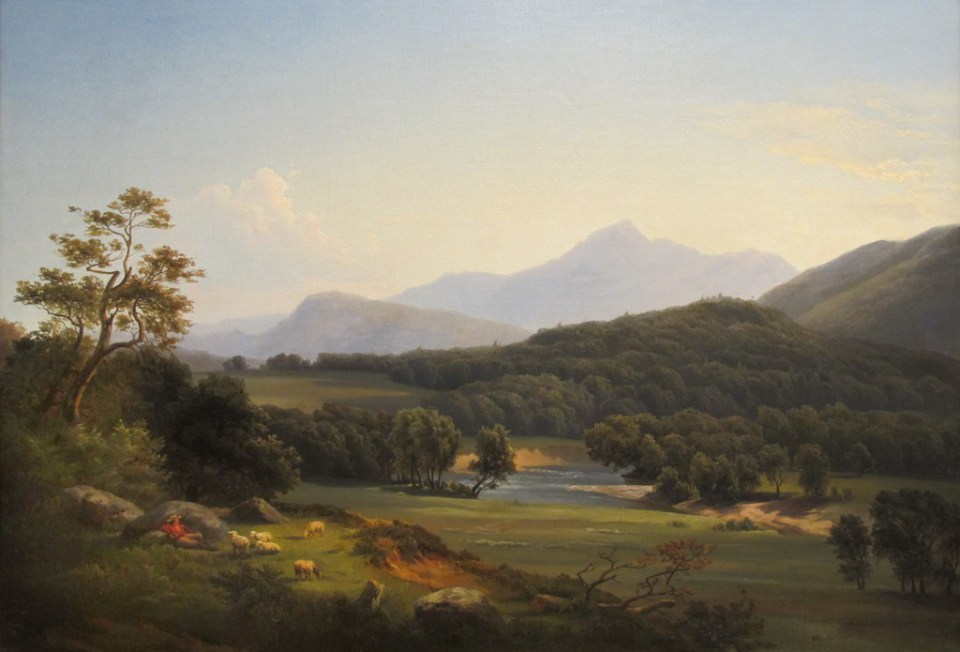
Одна из работ Энн Дарры

Энн Дарра (англ. Ann Darrah, полное имя Ann Sophia Towne Darrah; 1819—1881) — американская художница-пейзажист, принадлежащая к движению White Mountain art.

## Биография
Родилась в 1819 году в Филадельфии. Была дочерью Джона Тауна, который основал научную школу Towne Scientific School при Пенсильванском университете в 1876 году, а также был известным коллекционером современного искусства, поэтому юная Энн росла в окружении картин.
В 1845 году вышла замуж за Роберта Дарра из Бостона. В 1849 году она стала ученицей художника Пола Вебера. Также Дарра побывала в Европе, где училась живописи у известных мастеров.
Её работы были включены в художественную выставку New Bedford Art Exhibition 1858 года, организованную пейзажистом Альбертом Бирштадтом. С 1855 по 1864 год Дарра выставлялся на групповых выставках в Бостонском атенеуме. С 1856 по 1867 год она выставлялась в Пенсильванской академии изящных искусств.
Умерла в 1881 году в Манчестере, штат Массачусетс.
В 1882 году Музей изящных искусств в Бостоне провел мемориальную выставку работ художницы. Работы Дарры были включены как часть исторической ретроспективы американского искусства во Дворце изящных искусств (ныне Музей науки и промышленности) на Всемирной Колумбовой выставке 1893 года в Чикаго.